# Langlaufen op de Paralympische Winterspelen 2010

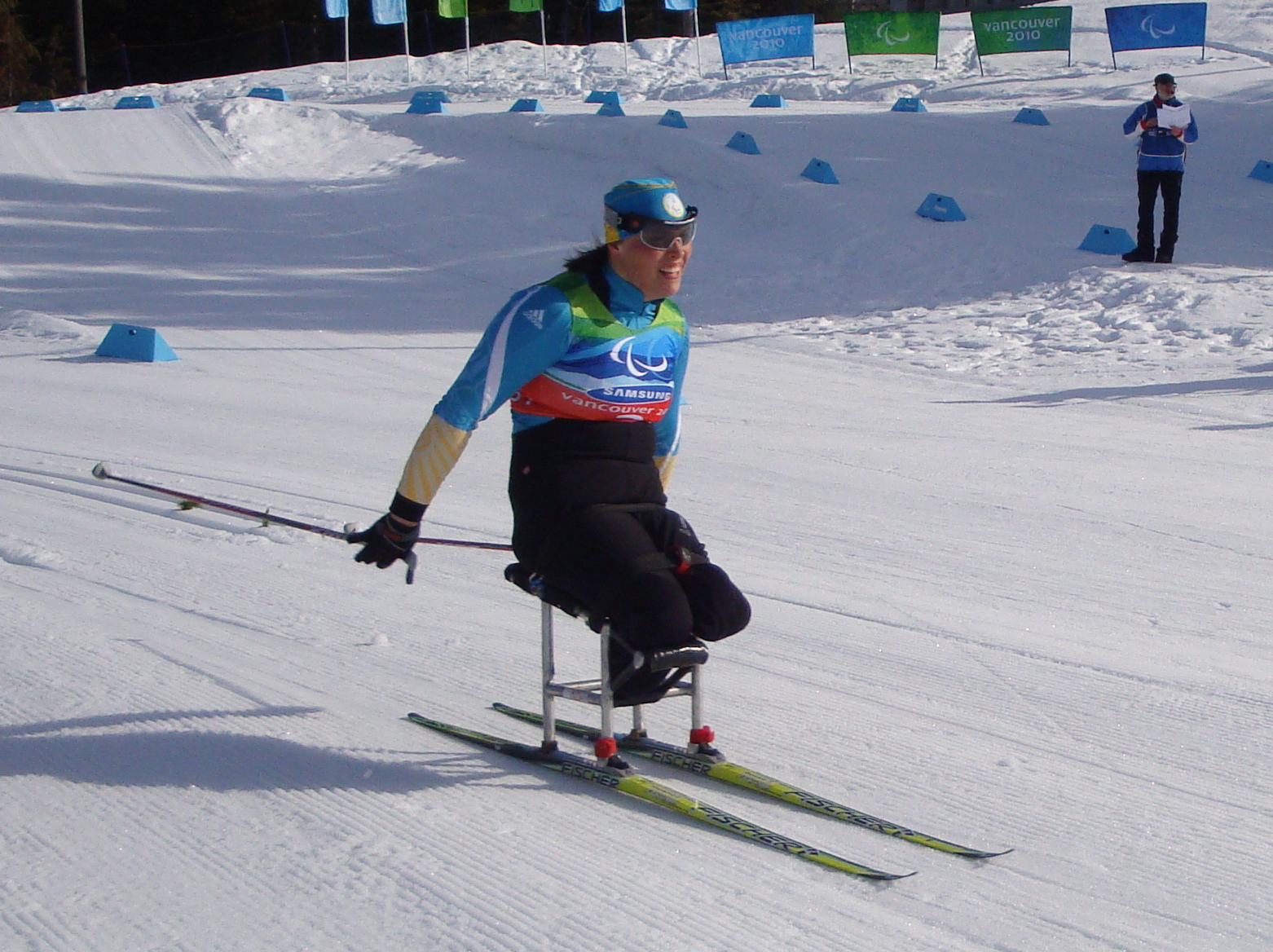
Langlaufen tijdens de Spelen van 2010 in Vancouver

Langlaufen is een van de onderdelen die op het programma staan tijdens de Paralympische Winterspelen 2010 in het Canadese Vancouver. De wedstrijden worden gehouden in het Whistler Paralympic Park te Whistler van 14 tot en met 21 maart 2010.

## Onderdelen
Op het programma staan 20 onderdelen. Tien voor mannen en tien voor vrouwen. De deelnemers zijn verdeeld in drie categorieën; staand, zittend en visueel beperkt. Voor elke categorie worden drie disciplines gehouden. Daarnaast is er een estafette waarin iemand van elke categorie start. De staande deelnemers zijn beperkt in de beweging maar kunnen van hetzelfde materiaal gebruikmaken als de valide sporters. Zittende deelnemers gebruiken een zitski. De visueel beperkte deelnemers krijgen hulp van een ziende gids.
Mannen
- 1 km sprint (klassiek)
  - Staand
  - Visueel beperkt
  - Zittend
- 10 km individueel (klassiek)
  - Staand
  - Visueel beperkt
  - Zittend
- 15 km individueel
  - Zittend
- 20 km individueel (vrij)
  - Staand
  - Visueel beperkt
- 1x4 km en 2x5 km estafette

Vrouwen
- 1 km sprint (klassiek)
  - Staand
  - Visueel beperkt
  - Zittend
- 5km individueel (klassiek)
  - Staand
  - Visueel beperkt
  - Zittend
- 10 km individueel 
  - Zittend
- 15 km individueel (vrij)
  - Staand
  - Visueel beperkt
- 3x2,5 km estafette

## Mannen
| \| Rank \| Land \| Tijd \| \| ---- \| ---- \| ------- \| \| 1 \| RUS \| 38:54.8 \| \| 2 \| UKR \| 39:16.8 \| \| 3 \| NOR \| 39:49.0 \| |      |         |
| Rank | Land | Tijd    |
| 1 | RUS  | 38:54.8 |
| 2 | UKR  | 39:16.8 |
| 3 | NOR  | 39:49.0 |

### 1 km
| Klasse          | tijd   | land | Goud            | land | Zilver           | land | Brons            |
| --------------- | ------ | ---- | --------------- | ---- | ---------------- | ---- | ---------------- |
| Zittend         | 2:31.8 | RUS  | Sergey Shilov   | RUS  | Irek Zaripov     | RUS  | Vladimir Kiselev |
| staand          | 3:30.7 | JPN  | Yoshihiro Nitta | RUS  | Kirill Mikhaylov | FIN  | Ilkka Tuomisto   |
| visueel beperkt | 3:42.9 | CAN  | Brian McKeever  | RUS  | Nikolay Polukhin | SWE  | Zebastian Modin  |

### 10 km
| Klasse          | tijd    | land | Goud            | land | Zilver           | land | Brons                |
| --------------- | ------- | ---- | --------------- | ---- | ---------------- | ---- | -------------------- |
| Zittend         | 27:12.1 | RUS  | Irek Zaripov    | ITA  | Enzo Masiello    | BLR  | Dzmitry Loban        |
| staand          | 26:29.5 | JPN  | Yoshihiro Nitta | RUS  | Kirill Mikhaylov | UKR  | Grygorii Vovchynskyi |
| visueel beperkt | 26:01.6 | CAN  | Brian McKeever  | NOR  | Helge Flo        | RUS  | Nikolay Polukhin     |

### 15 km
| Klasse  | tijd     | land | Goud         | land | Zilver          | land | Brons         |
| ------- | -------- | ---- | ------------ | ---- | --------------- | ---- | ------------- |
| Zittend | 41:01.10 | RUS  | Irek Zaripov | RUS  | Roman Petushkov | ITA  | Enzo Masiello |

### 20 km
| Klasse          | tijd    | land | Goud             | land | Zilver           | land | Brons              |
| --------------- | ------- | ---- | ---------------- | ---- | ---------------- | ---- | ------------------ |
| staand          | 52:07.7 | RUS  | Kirill Mikhaylov | NOR  | Nils-Erik Ulset  | RUS  | Vladimir Kononov   |
| visueel beperkt | 51:14.7 | CAN  | Brian McKeever   | RUS  | Nikolay Polukhin | BLR  | Vasili Shaptsiaboi |

## Vrouwen
| \| Rank \| Land \| Tijd \| \| ---- \| ---- \| ------- \| \| 1 \| RUS \| 20:23.3 \| \| 2 \| UKR \| 20:42.8 \| \| 3 \| BLR \| 22:04.2 \| |      |         |
| Rank | Land | Tijd    |
| 1 | RUS  | 20:23.3 |
| 2 | UKR  | 20:42.8 |
| 3 | BLR  | 22:04.2 |

### 1 km
| Klasse          | tijd   | land | Goud                 | land | Zilver           | land | Brons            |
| --------------- | ------ | ---- | -------------------- | ---- | ---------------- | ---- | ---------------- |
| Zittend         | 2:58.5 | ITA  | Francesca Porcellato | UKR  | Olena Iurkovska  | BLR  | Liudmila Vauchok |
| staand          | 4:21.4 | UKR  | Oleksandra Kononova  | JPN  | Shoko Ota        | RUS  | Anna Burmistrova |
| visueel beperkt | 4:14.2 | GER  | Verena Bentele       | RUS  | Mikhalina Lysova | RUS  | Liubov Vasilyeva |

### 5 km
| Klasse          | tijd    | land | Goud                | land | Zilver           | land | Brons              |
| --------------- | ------- | ---- | ------------------- | ---- | ---------------- | ---- | ------------------ |
| Zittend         | 14:56.6 | BLR  | Liudmila Vauchok    | GER  | Andrea Eskau     | CAN  | Colette Bourgonje  |
| staand          | 16:01.3 | UKR  | Oleksandra Kononova | UKR  | Iuliia Batenkova | BLR  | Larysa Varona      |
| visueel beperkt | 15:08.8 | GER  | Verena Bentele      | RUS  | Mikhalina Lysova | RUS  | Tatiana Ilyuchenko |

### 10 km
| Klasse  | tijd     | land | Goud             | land | Zilver            | land | Brons           |
| ------- | -------- | ---- | ---------------- | ---- | ----------------- | ---- | --------------- |
| Zittend | 30:52.90 | BLR  | Liudmila Vauchok | CAN  | Colette Bourgonje | UKR  | Olena Iurkovska |

### 15 km
| Klasse          | tijd    | land | Goud             | land | Zilver           | land | Brons                 |
| --------------- | ------- | ---- | ---------------- | ---- | ---------------- | ---- | --------------------- |
| staand          | 49:16.3 | RUS  | Anna Burmistrova | UKR  | Iuliia Batenkova | POL  | Katarzyna Rogowiec    |
| visueel beperkt | 45:11.1 | GER  | Verena Bentele   | RUS  | Liubov Vasilyeba | BLR  | Yadviha Skorabahataya |

Alpineskiën · Biatlon · Langlaufen · Rolstoelcurling · Sledgehockey
1976 · 1980 · 1984 · 1988 · 1992 · 1994 · 1998 · 2002 · 2006 · 2010 · 2014